# Élection présidentielle française de 1895
 L'élection présidentielle française de 1895  s'est déroulé le 17 janvier 1895 à la suite de la démission du président Jean Casimir-Perier et s'est soldée par l'élection du ministre de la Marine Félix Faure.

## Campagne et résultats
La campagne présidentielle semble d'abord se circonscrire entre l'austère sénateur modéré Pierre Waldeck-Rousseau, à la réputation de véritable homme d'État, et le candidat soutenu par la gauche, Henri Brisson. Ce dernier arrive en tête au premier tour mais le deuxième n'est autre que le ministre de la Marine, Félix Faure qui a décidé, pratiquement au dernier moment, d'être candidat. Waldeck-Rousseau se désiste finalement au profit de Faure, qui remporte ainsi l'élection au second tour.
| Candidats            | Candidats               | Étiquettes               | Premier tour | Premier tour | Second tour | Second tour |
| Candidats            | Candidats               | Étiquettes               | Voix         | %            | Voix        | %           |
| -------------------- | ----------------------- | ------------------------ | ------------ | ------------ | ----------- | ----------- |
|                      | Henri Brisson           | Républicain radical      | 338          | 42,95        | 361         | 45,13       |
|                      | Félix Faure             | Républicain progressiste | 244          | 31,00        | 430         | 53,75       |
|                      | Pierre Waldeck-Rousseau | Républicain progressiste | 184          | 23,38        |             |             |
|                      | Divers                  | Divers                   | 21           | 2,67         | 9           | 1,13        |
|                      |                         |                          |              |              |             |             |
| Suffrages exprimés   | Suffrages exprimés      | Suffrages exprimés       | 787          | 99,24        | 800         | 99,86       |
| Votes blancs ou nuls | Votes blancs ou nuls    | Votes blancs ou nuls     | 6            | 0,76         | 1           | 0,12        |
| Total                | Total                   | Total                    | 793          | 100          | 801         | 100         |